# Otiophora inyangana
Otiophora inyangana är en måreväxtart som beskrevs av Nicholas Edward Brown. Otiophora inyangana ingår i släktet Otiophora och familjen måreväxter.

## Underarter
Arten delas in i följande underarter:
- O. i. inyangana
- O. i. parvifolia